# Station Nida
Station Nida is een spoorwegstation in de Poolse plaats Nida.